# Непоносима жестокост
„Непоносима жестокост“ (на английски: Intolerable Cruelty) е американски филм, ексцентрична комедия от 2003 г. на американските кинорежисьори братя Коен. Главната роля на Мерилин се изпълнява от уелската киноактриса Катрин Зита-Джоунс. В ролята на адвоката Майлс Маси участва Джордж Клуни.

## Сюжет
Внимание:  Текстът по-долу разкрива сюжета на произведението (или части от него)!
Продуцентът на сапунени опери Донован Донали хваща жена си с любовника ѝ и ги заплашва с пистолет. В отговор невярната съпруга напада Донали и го намушква в задника. Донали подава молба за развод и изглежда, че ще успее да изрита бившата си съпруга на улицата без нито цент, но коварната съпруга се обръща към Майлс Маси, най-добрият бракоразводен адвокат. С помощта на хитри трикове в съда Маси обръща ситуацията на 180 градуса, а жертвата Донали се отказва от всичките си пари и къща по време на развода и буквално се озовава на бунището.
В същото време частният детектив Гюс Петч разследва богатия и женен бизнесмен Рекс Рексрот и заснема срещата му с развратна блондинка. След като получава такива уличаващи доказателства, Мерилин Рексрот, съпругата на Рекс, незабавно подава молба за развод, планирайки да отнеме цялото имущество на съпруга си. В отговор Рекс наема Майлс Маси, който проучва случая и осъзнава, че няма да е лесно да надхитри Мерилин. Меси наема Гюс Петч да проникне в къщата на Рексрот и да открадне бележника на Мерилин, докато самият Майлс кани Мерилин на вечеря в ресторант. Кучетата, които Мерилин е взела в къщата си, почти разкъсват нещастния детектив на парчета, но Гюс успява да изпълни задачата.
На процеса Мерилин симулира емоционален срив поради предателството на Рекс и ридаейки заявява, че се е влюбила в Рекс от пръв поглед. По това време Маси кани основния си свидетел - портиера на швейцарския хотел Краус фон Еспи, който казва на съда, че Мерилин е просто ловец на богати съпрузи. Нямало е никаква „любов от пръв поглед“ – Мерилин помолила портиера да ѝ посочи глупавия и похотлив богаташ, когото тя прелъстила. След като станала съпруга на Рекс, Мерилин трябвало само да изчака малко съпругът ѝ да ѝ изневери, след което да вземе парите му. Измамата на Мерилин е разкрита в съда, Маси триумфира, след като разводът е разрешен, а Мерилин не получава нищо.
Искайки да отмъсти на Майлс, Мерилин намира Донали и му предлага пари за помощта му. Скоро след това Мерилин се появява в офиса на Майлс с новия си годеник, петролния милионер Хауърд Д. Дойл. Мерилин настоява, че иска да подпише „предбрачен договор на Маси“ с Хауърд, което ще направи абсолютно невъзможно за нея да предяви претенции към каквото и да е имущество на съпруга си. Меси, който е тайно влюбен в Мерилин, полудява от ревност, но се опитва да я скрие. Меси съставя брачен договор между Мерилин и Хауърд, но по време на сватбата глупавият Хауърд, нетърпелив да демонстрира любовта си към Мерилин, просто изяжда договора, подправяйки го с кетчуп.
Шест месеца по-късно Маси пътува до Лас Вегас, за да говори на конгрес на бракоразводните адвокати и там Майлс среща Мерилин, която се е развела с Хауърд и е получила значителна част от състоянието му. По време на вечеря с Маси, Мерилин признава, че е разочарована от богатия си, но самотен живот. След като чува това, Майлс веднага признава любовта си на Мерилин и я завежда в църквата, където се женят. В опит да докаже любовта си, Меси сам подписва своя брачен договор, но когато се озовава с Мерилин на брачното легло, тя разкъсва тези документи и се втурва в обятията на Майлс. На сутринта след брачната им нощ Меси казва на конгреса, че любовта е най-важното нещо и че се отказва от развода в полза на благотворителната дейност.
Скоро след женитбата си Майлс гледа някакъв телевизионен сериал за лекари и внезапно разпознава един от актьорите като „Хауърд Д. Дойл“ и разбира, че цялата история за брака на Мерилин с петролния милионер е измама. Мерилин потвърждава предположението на Майлс и спокойно му съобщава, че не го обича и скоро ще се разведе с него, отнемайки половината от състоянието му. Хърб Майерсън, бос на Меси, след като научава, че Майлс е бил толкова умело измамен, изпуска нервите си и изисква отмъщение на Мерилин. Маси наема „Хъски“ Джо, голям убиец с астма, да убие Мерилин. Убиецът се захваща за „работа“, но по това време Майлс научава, че бившият съпруг на Мерилин Рекс Рексрот е починал, без да промени завещанието си, и следователно цялото му състояние е отишло при Мерилин. Сега тя е по-богата от съпруга си Меси и активите му вече не са изложени на риск. Разкаяният Майлс се втурва да спаси Мерилин от Джо, но Мерилин вече е предложила на убиеца двойно повече пари, така че Джо да убие Майлс вместо нея. В бъркотията на последвалата битка Джо бърка пистолета с инхалатор за астма и случайно се самоубива.
По-късно Майлс, Мерилин и техните адвокати се срещат, за да преговарят за развод. Майлс моли за втори шанс и преподписва брачния договор. Мерилин разбира, че тя също обича Меси и решава да стане негова съпруга наистина. А продуцентът Донали, който помогна на Мерилин да измами Майлс, се завръща в бизнеса, отново е богат и популярен. С помощта на детектив Гюс Петч, който има голяма колекция от видеоклипове на неверни съпрузи и съпруги, Донали открива ново телевизионно шоу „Най-смешните раздяли в Америка“, с водещ Гюс.

## Актьорски състав
| Актьор                 | Роля                                                                         |
| ---------------------- | ---------------------------------------------------------------------------- |
| Джордж Клуни           | Майлс Маси – адвокат, специализиран в бракоразводни дела                     |
| Катрин Зита-Джоунс     | Мерилин Хамилтън Рексрот Дойл Маси – брачна измамница                        |
| Джефри Ръш             | Донован Донали – тв продуцент                                                |
| Седрик „Развлекателят“ | Гюс Петч – частен детектив, специализиран в разобличаването на прелюбодеяния |
| Едуард Херман          | Рекс Рексрот – похотлив богаташ, една от жертвите на Мерилин                 |
| Пол Адълстийн          | Ригли – помощник на Майлс Маси                                               |
| Ричард Дженкинс        | Фреди Бендър – адвокат на Мерилин                                            |
| Били Боб Торнтън       | Хауърд Д. Дойл – актьор от евтини филми и фалшив милионер                    |
| Джулия Дъфи            | Сара Батиста О'Фланаган Соркин – приятелка на Мерилин                        |
| Джонатан Хадари        | Хайнц, барон Краус фон Еспи – хотелски работник                              |
| Том Олдридж            | Хърб Майерсън – бос на Маси                                                  |
| Стейси Травис          | Бони Донали – невярната съпруга на Донован Донали                            |
| Ъруин Кийс             | „Хъски“ Джо – убиец                                                          |

## „Непоносима жестокост“ в България
В България филмът е издаден на VHS и DVD през 2004 г. от „Съни Филмс“.
На 4 август 2012 г. Нова телевизия излъчва филма с български дублаж за телевизията. Екипът се състои от:
| Преводач            | Бисер Пачев                                                                                                |
| Режисьор на дублажа | Красимир Куцупаров                                                                                         |
| Тонрежисьор         | Димитър Кукушев                                                                                            |
| Озвучаващи артисти  | Христина Ибришимова Нина Гавазова Владимир Пенев Силви Стоицов Георги Георгиев-Гого Стефан Сърчаджиев-Съра |

На 14 юли 2018 г. е излъчен повторно по bTV с войсоувър дублаж, записан в студио „Медиа Линк“.
| Озвучаващи артисти  | Гергана Стоянова Мина Костова Даниел Цочев Николай Николов Петър Бонев |
| Преводач            | Пламен Узунов                                                          |
| Тонрежисьор         | Надежда Иванова                                                        |
| Режисьор на дублажа | Мария Ангелова                                                         |